# Giovanni Battista Moroni
Pour les articles homonymes, voir Moroni.
Giovanni Battista Moroni ou Giambattista (Albino, 1521-1524 - Albino, 5 février 1578) est un peintre italien maniériste.

## Biographie
Fils de l'architecte Andrea Moroni, Giovanni Battista Moroni est l'un des plus grands portraitistes italiens du XVIe siècle. Il a été formé par Moretto à Brescia et a surtout travaillé dans sa ville natale d'Albino mais aussi à Trente et Bergame.
Ses deux périodes à Trente coïncident avec les deux sessions du concile de Trente de 1546-1548 et de 1551-155. Moroni est très sensible aux injonctions du concile et il respectera ses exigences d'orthodoxie, de clarté et de réalisme dans l'art religieux. Les retables des Docteurs de l'Église pour l'église Santa Maria Maggiore, en sont un exemple.
Il rencontrera à cette occasion Titien, alors que celui-ci est en route vers Augsbourg. Les portraits du Titien montrent des personnages qui appartiennent aux plus hautes sphères du pouvoir. Ceux de Moroni, précis dans l'aspect physique et l'attitude psychologique, invitent au dialogue avec des êtres davantage plongés dans leurs occupations quotidiennes.
Il travaille à Bergame à partir de 1554, puis, dans les années 1560-1579, il se retire dans son bourg natal d'Albino. Il adopte un style plus sévère, une palette plus austère aux « habits noirs, mines contrites, attitudes pieuses ».
Il est le fondateur de ce que l'on nommait alors « la peinture de la réalité » et qui a marqué les arts plastiques de Bergame et de Brescia jusqu'au XVIIIe siècle.

## Œuvres
- Trente, Ospedali Riuniti, Annunciazione, huile sur toile, 247 × 190 cm, signée et datée de 1548
- Orzivecchi, chiesa dei SS Pietro e Paolo, Vierge à l'Enfant en gloire avec les saints Jean l'Évangéliste, Pierre et Paul, huile sur toile cintrée, 328 × 187 cm, ca 1549
- Bergame, Académie Carrara, Portrait d'Isotta Brambati jeune, huile sur toile, 55 × 47 cm, ca 1549
- Boston, Museum of Fine Arts, Le Comte Alborghetti avec son fils, huile sur toile, 98 × 83 cm, ca 1550
- Milan, Pinacoteca di Brera, L'Assomption de la Vierge avec des saints, v. 1550, huile sur toile, 360 × 225 cm[5]
- Florence, Musée des Offices, Portrait du poète Giovanni Antonio Pantera, 1550-1560, huile sur toile, 81 × 63 cm[6]
- Trente, église de Santa Maria Maggiore, Vierge à l'Enfant en gloire, avec saint Jean-Baptiste et quatre docteurs de l'Église, huile sur toile, 322 × 166 cm, 1551
- Washington, National Gallery, Portrait de Gian Federico Madruzzo, huile sur toile, 202 × 117 cm, 1551
- Kunsthistorisches Museum de Vienne, Le Sculpteur Alessandro Vittoria, 1552, huile sur toile, 87 × 70 cm[7]
- Milan, Pinacoteca Ambrosiana, Portrait de Michel de L'Hôpital, huile sur toile, 185 × 115 cm, 1554
- Bergame, Académie Carrara, Saint Jérôme lisant, huile sur toile, 81 × 103 cm, ca 1555
- Albino, chiesa di San Giuliano, La Trinité, huile sur toile, 176 cm × 122, ca 1555
- Milan, Castello Sforzesco, Martyre de saint Pierre de Vérone, huile sur toile cintrée, 212 × 82 cm, ca 1555
- Florence, Musée des Offices, Portrait d'un gentilhomme au livre, 1555-1560, huile sur toile, 69 × 61 cm[6]
- Londres, National Gallery, Portrait d'un gentilhomme (Le Chevalier au pied blessé), fin des années 1550, huile sur toile, 202 × 106 cm[1]
- New York, Metropolitan Museum, Portrait de l'abbesse Lucrezia Vertova Agliardi, huile sur toile, 90 × 67 cm, datée de 1557
- Cenate Sopra, Bergame, chiesa di San Leone, Assomption de Marie, huile sur toile, 245 × 154 cm, ca 1557
- Bergame, collection privée, Portrait de Battistino Moretti, huile sur toile, 63 × 53 cm, datée de 1557
- Milan, collection privée, Dévot en contemplation du baptême du Christ, huile sur toile, 104 × 113 cm, finie vers 1558
- Florence, Galerie Palatine, Palais Pitti, Portrait d'une noble dame, fin années 1550, huile sur toile, 53 × 46 cm[6]
- Londres, National Gallery, Portrait du chanoine Ludovico Terzi, huile sur toile, 100 × 81 cm, ca 1559

À Albino de 1560 à 1579
- Londres, National Gallery, Dame en rouge (it), très probablement la Comtesse Lucia Albani Avogadro, huile sur toile, 155 × 107 cm
- Berlin, Staatliche Museen, Portrait de don Gabriel de la Cueva y Giron, duc d'Albuquerque, huile sur toile, 112 × 84 cm, finie et signée en 1560
- Brescia, Pinacoteca Tosio Martinengo, Le Magistrat, huile sur toile, finie et signée en 1560
- Bergame, collection privée, Le Gentilhomme en rose, huile sur toile, 216 × 123 cm, fini et signé  en 1560
- Roanne, Musée des Beaux-Arts et d'Archéologie Joseph-Déchelette, Portrait d'un gentilhomme de la famille Grumelli, 1560
- Pradalunga, Bergame, église des saints Cristoforo e Vincenzo, Bannière de Saint Christophe, huile sur cuivre, 120 cm × 75, 1562
- Rijksmuseum Amsterdam, Portrait de jeune femme, inv. no SK-A-3036
- Édimbourg, National Gallery of Scotland, Portrait de Giovanni Bressani, huile sur toile, 114 cm × 81, finie et signée en 1562
- Florence, Galerie des Offices, Portrait du chevalier Pietro Secco Suardo[8], huile sur toile, 183 × 102 cm, finie et signée en 1563
- Dublin, National Gallery of Ireland, Le Veuf, huile sur toile, 97 × 74 cm
- Roncola, Bergame, chiesa di San Bernardo, Polyptyque de saint Bernard, huile sur toile, finie en ca 1565
- Parre, Bergame, chiesa di San Pietro, Vierge à l'Enfant en gloire avec les saints Jean l'évangéliste, Pierre et Paul, finie en ca 1565
- Chantilly, Musée Condé, Portrait d'Angelica Agliardi de Nicolinis et Portrait de Bonifacio Agliardi, huile sur toile, 98 cm × 81 (1565)
- Bergame, Académie Carrara, Déposition du Christ, huile sur toile, 215 cm × 185, finie et signée en 1566
- Bergame, Académie Carrara, Jeune Enfant de la famille Redetti, huile sur toile, 43 cm × 33, 1566 - 1570
- Bergame, Académie Carrara, Portrait d'un noble âgé de vingt neuf ans, 1567, huile sur toile, 48 × 38 cm[9]
- Milan, Museo Poldi Pezzoli, Le Gentilhomme en noir, huile sur toile, 190 cm x 102, vers 1567
- Memphis, Tennessee, Brooks Museum of Art, Portrait de gentilhomme en noir, huile sur toile, 58 cm × 50, ca 1570, attribué
- Ottawa, Musée des beaux-arts du Canada, Portrait d'homme, huile sur toile, 98 cm × 78, après 1570[10]
- Bergame, Académie Carrara, Portrait de Bernardo Spini, huile sur toile, 197 cm × 98, 1570
- Bergame, Académie Carrara, Vieil homme assis, 1570, huile sur toile, 98 × 80 cm[9]
- Londres, National Gallery, Portrait d'un homme (le Tailleur), v. 1570, huile sur toile, 53 × 45 cm[1]
- Bergame, Académie Carrara, Portrait de dame, huile sur toile, 59 cm × 50, ca 1570
- Florence, Galerie Palatine, Palais Pitti, Portrait d'un vieil homme, v. 1570, huile sur toile, 53 × 45 cm[6]
- Tucson, Arizona, University of Arizona Museum of Art, Ritratto di magistrato, huile sur toile, 41 cm × 37, ca 1570
- Bergame, Académie Carrara, Portrait d'un prêtre, huile sur toile, 87 cm × 70, 1570
- Bergame, Académie Carrara, Femme assise avec un livre, huile sur toile, 98 cm × 80, ca 1570
- Bergame, Académie Carrara, Portrait de Pace Rivola Spini, huile sur toile, 197 cm × 98, 1570
- Bergame, Académie Carrara, Portrait d'un paysan, huile sur toile, 56 cm × 48, ca 1574
- Washington, National Gallery, Le Maître Titien, huile sur toile, 97 cm × 75, 1575
- Fiorano al Serio, Bergame, chiesa di San Giorgio, Polyptyque de san Giorgio, huile sur toile, 1575
- Bergame, Académie Carrara, Portrait de Paolo Vidoni Cedrelli, huile sur toile, 54 cm × 46, 1576
- Bergame, Cattedrale, Vierge à l'Enfant en gloire avec les saints Jérôme et Catherine, huile sur toile, 270 cm × 175, finie et signée en 1576
- Musée des beaux-arts de Nantes, Portrait de femme, 1578, toile, 51 × 50 cm[11]
- Gorlago, église de San Pancrazio, Le Jugement dernier, huile sur toile, 422 × 470 cm, avec Giovan Francesco Terzi, 1577 - 1580

non datés
- Almenno San Bartolomeo, Bergame, église di San Bartolomeo, La Vierge à l'Enfant et sainte Catherine, huile sur toile, 228 × 148 cm
- Bergame, église de Sant'Alessandro della Croce, Dévot en contemplation devant la Crucifixion et les saints Jean-Baptiste et Sébastien, huile sur toile
- Albino, chiesa di San Giuliano, Crucifixion avec les saints Bernardin et François, huile sur toile, 226 × 133 cm
- Comun Nuovo, Bergame, église des saints Salvatore, Trasfigurazione, huile sur toile, 200 × 150 cm
- Honolulu, Academy of Arts, Portrait d'homme, huile sur toile, 104 × 83 cm
- Détroit, Institute of Arts, Portrait d'homme, huile sur toile, 60 × 45 cm
- Saint-Pétersbourg, Musée de l'Ermitage, Portrait d'homme, huile sur toile, 57 × 50 cm
- Milan, Collection privée, Portrait de Gian Girolamo Albani, huile sur toile, 51 × 50 cm[3]
- Roanne, Musée des Beaux-Arts et d'Archéologie Joseph-Déchelette, Portrait de femme assise, XVIe-XVIIe siècle

## Images

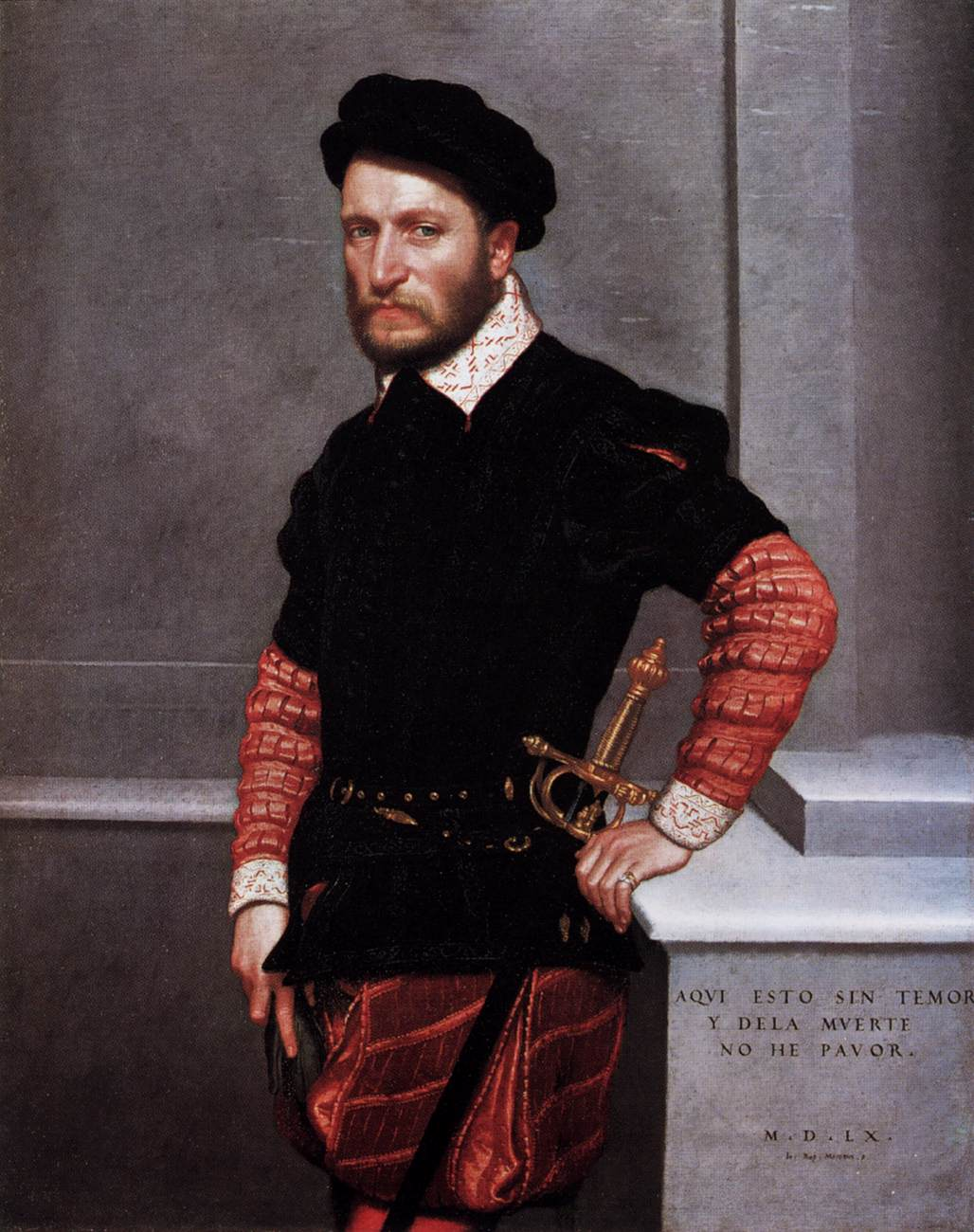
Portrait de Don Gabriel de la Cueva, futur duc d'Albuquerque, Gemäldegalerie, Berlin, vers 1560.
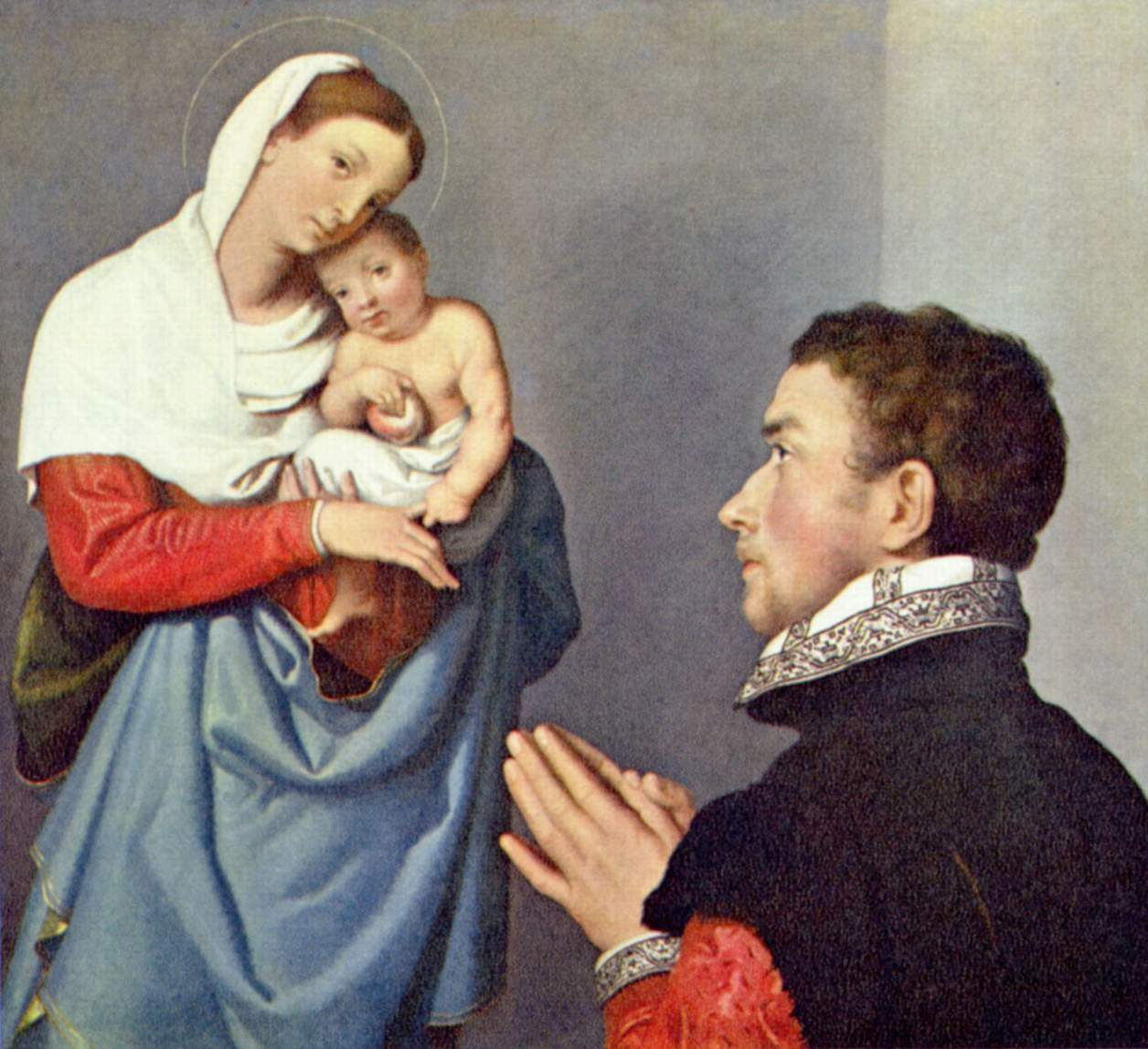
Dévotion devant la Madone, The National Gallery of Art, Washington, vers 1560.
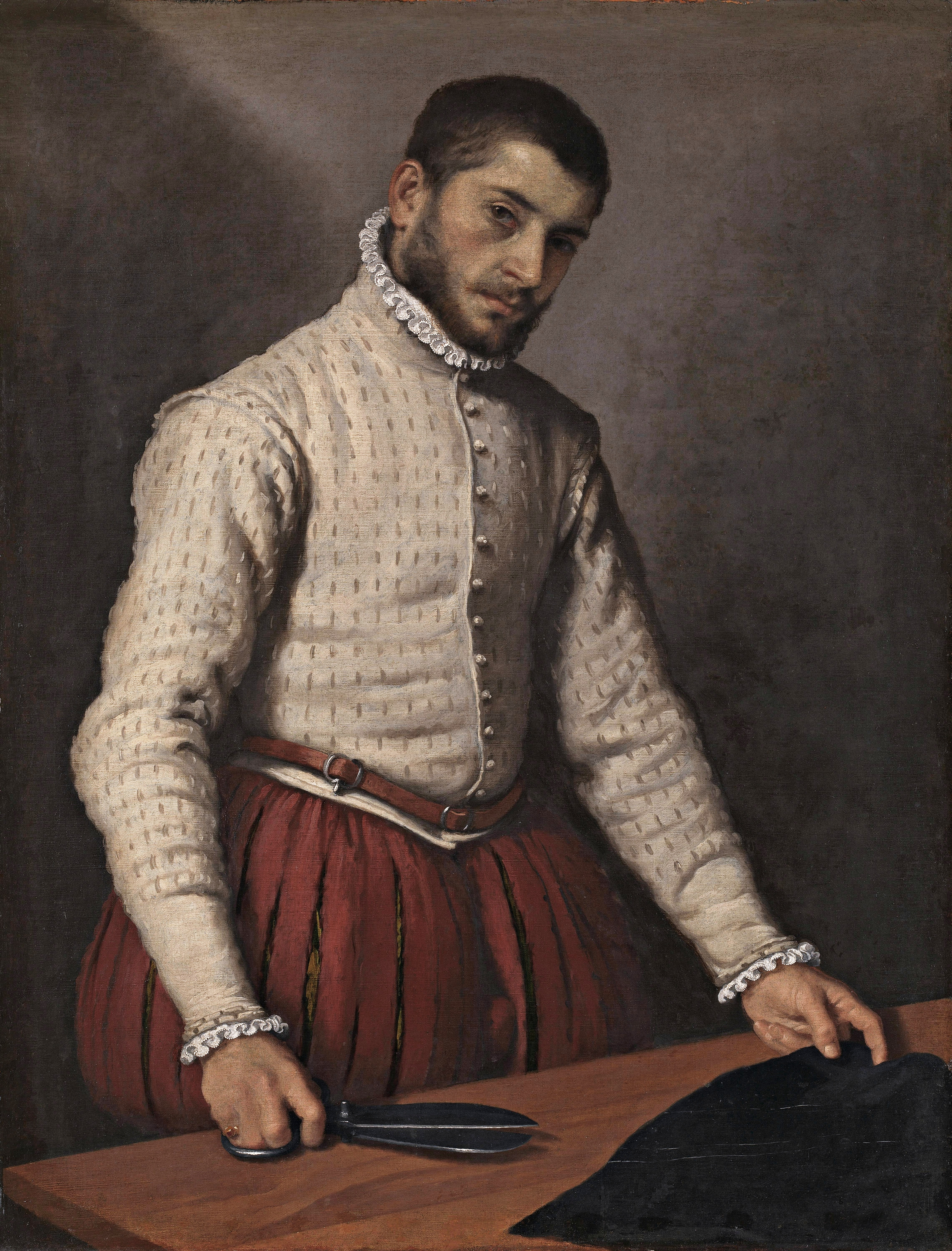
Le Tailleur, The National Gallery, Londres (1565-1570).
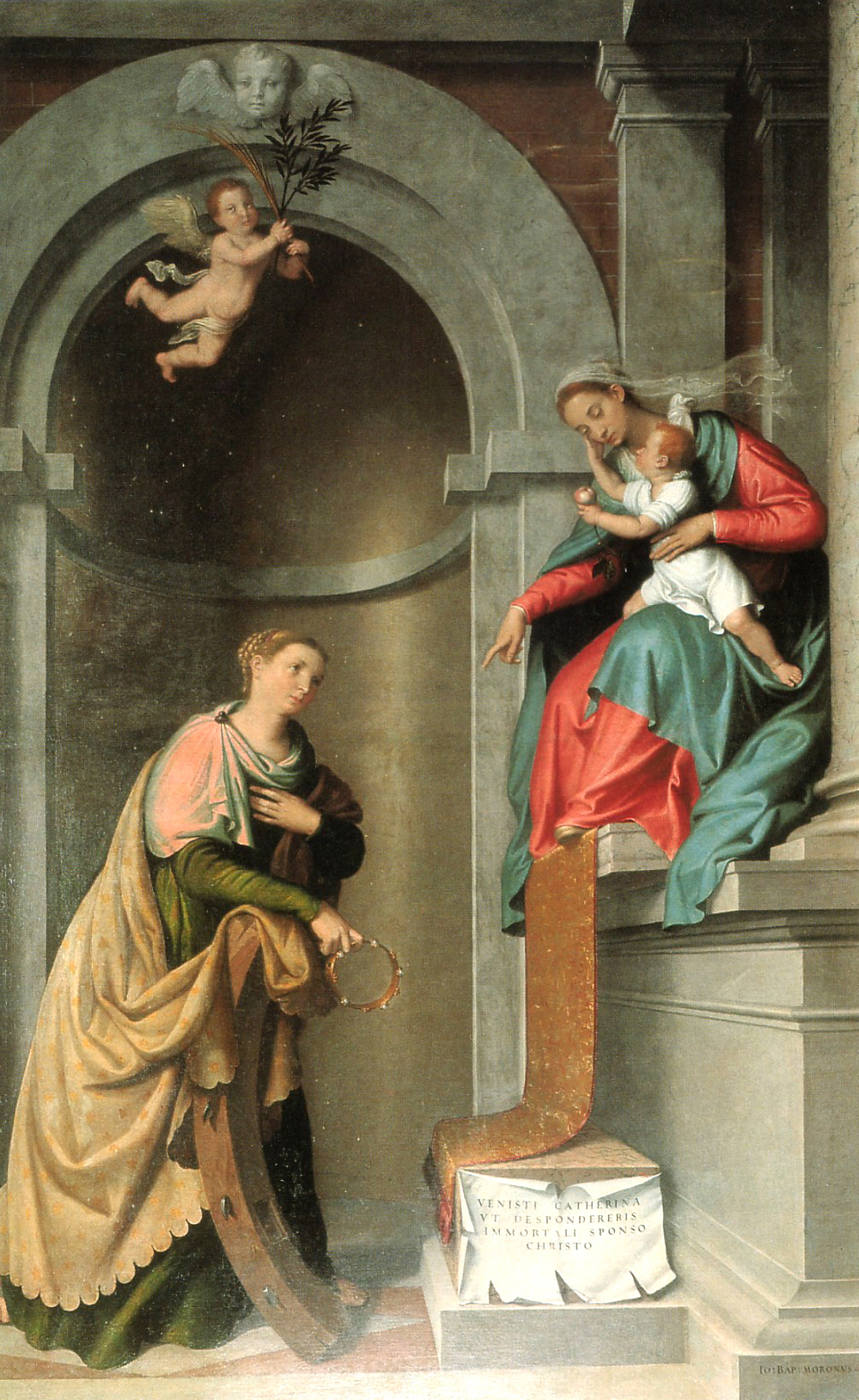
Vierge à l'Enfant et sainte Catherine, église d'Almenno San Bartolomeo (1578).